# Český Telecom
Český Telecom (Telecomunicación Checa) es la principal empresa de telecomunicaciones de la República Checa y poseía hasta el 2005 el monopolio de las líneas de tierra. Llamada originalmente SPT Telecom, fue creada por la privatización del Ministerio de Correos y Telecomunicaciones de la República Checa.
En 2005 fue adquirida por la empresa española Telefónica. Posee el proveedor de telefonía checo, Eurotel.
El 1 de marzo de 2006 se anunció que Český Telecom y Eurotel fusionarían sus operaciones en una sola empresa, Telefónica O2 República Checa, lo que debía tener lugar a mediados de 2006.
- Datos: Q5413853